# Neuhausen/Spree
Neuhausen/Spree település Németországban, azon belül Brandenburgban. Lakosainak száma 4924 fő (2023. december 31.).

## Népesség
A település népességének változása:
| Lakosok száma | 5909 | 5723 | 5237 | 4997 | 4967 | 4950 | 4954 | 4924 |
|               | 2000 | 2005 | 2010 | 2015 | 2020 | 2021 | 2022 | 2023 |